# فرنسيس ادريانو
فرنسيس ادريانو (24 سبتمبر 1975 في الفلبين - ) هو لاعب كرة سلة فلبيني في مركز مدافع مسدد الهدف. لعب مع Philippine Patriots ‏.

## وصلات خارجية
- فرنسيس ادريانو على موقع كرة السلة الأوروبية.كوم (الإنجليزية)